# David Drahonínský

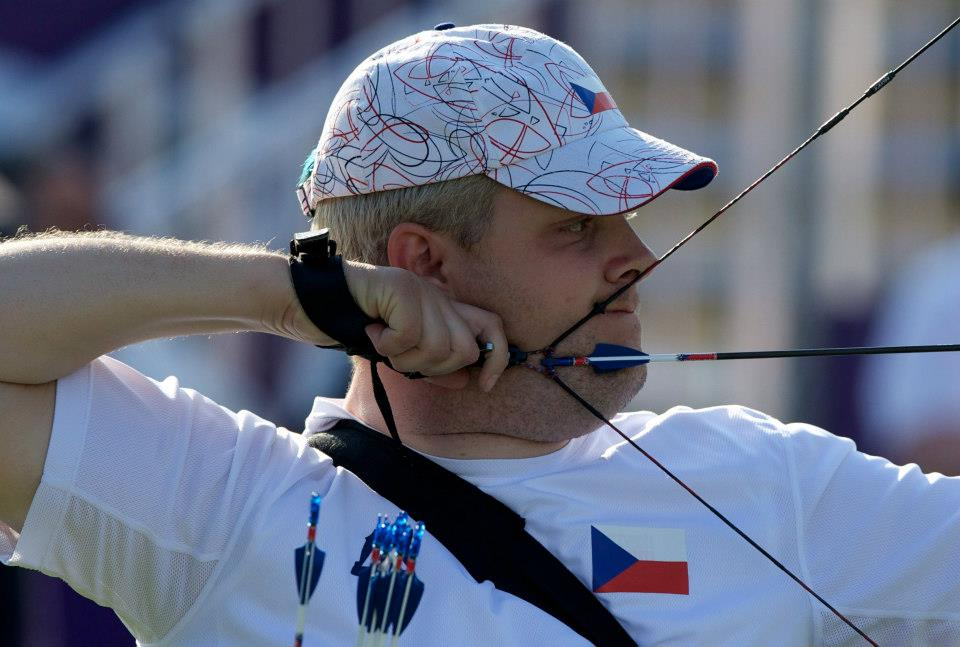
David Drahonínský, London 2012

David Drahonínský (* 19. Mai 1982 in Kaplice) ist tschechischer Para-Bogenschütze in der Kategorie W1 mit Compoundbogen. Seit seinen Erfolgen, einer Goldmedaille während der Sommer-Paralympics 2008 in Peking, einer Silbermedaille 2012 während der Sommer-Paralympics in London, und dem 1. Platz bei der Weltmeisterschaft in Donaueschingen 2015, gehört er zur Weltspitze im Bogenschießen.
Er ist Inhaber von zwei Weltrekorden, während der Saison 2014/2015 hat er fünfmal das Weltmaximum erzielt: dreimal in der Qualifikation mit 72 geschossenen Pfeilen (668 Punkte – WRT Nové Město nad Metují 2014, 670 Punkte EM Nottwill 2014, 674 Punkte Dutch Para Archery Tournament 2015) und zweimal in den Ausscheidungen, wo mit 15 Pfeilen geschossen wurden (143 Punkte WRT Nové Město nad Metují 2014, 144 Punkte WM Donaueschingen 2015). Den letzten Weltrekord hat er mit einem Score 144 von möglichen 150 Punkten bei der Weltmeisterschaft in Donaueschingen 2015 aufgestellt.
Drahonínský ist Mitglied beim SC Jedličkův ústav, der zu Česká federace Spastic Handicap o.s. gehört.
Bei den Wettkämpfen ist er bekannt durch seine Frisur in der Form und den Farben der tschechischen Flagge und durch seinen berühmten „Wheelchair“-Tanz.

## Persönliches Leben
Bis zu seinem 16. Lebensjahr hat er Fußball, Eishockey und Hockey gespielt, war im Pfadfinderverein und ging zur Freiwilligen Feuerwehr. Zu der Zeit hat ihn auch der Kampfsport Taekwondo beeindruckt.
Am 6. April 1999 war er nach dem Training in seinem Bett zu Hause eingeschlafen und zwei Tage später im Krankenhaus von Budweis wach geworden. Er war somnambul und ist vom Balkon im 3. Stock heruntergefallen. Sehr schwer verletzt haben ihn seine Mutter und sein Bruder gefunden. Beim Sturz hat er sich die Wirbelsäule, die Milz und die Leber verletzt. Die Sturzfolgen sind die komplette Lähmung der unteren und die teilweise Lähmung der oberen Gliedmaße – die Querschnittlähmung.
Ein Jahr nach dem Unfall, von 2000 bis 2005, hat er die Handelsakademie in Janské Lázně erfolgreich absolviert und mit dem Abitur abgeschlossen. Im Jahr 2005 trat er zum Studium an der Metropolitan University in Prag an, wo er 2011 an der Fakultät „Internationale Beziehungen und europäische Studien“ den Master Titel verliehen bekam.
An der Universität nahm Drahonínský ebenfalls am „Erasmus“-Programm teil, verbunden mit einem einjährigen Studienaufenthalt und einem dreimonatigen Praktikum an der Europa-Universität Viadrina in Frankfurt (Oder).
In der Freizeit widmet er sich dem Angeln, fährt Handbike, spielt Golf, fährt Quad, liest Bücher, interessiert sich für Psychologie, Schifffahrt, segelt mit dem Katamaran und ist offen für neue Aktivitäten, die seinen Adrenalinspiegel in Wallung bringen.

## Sportliche Karriere

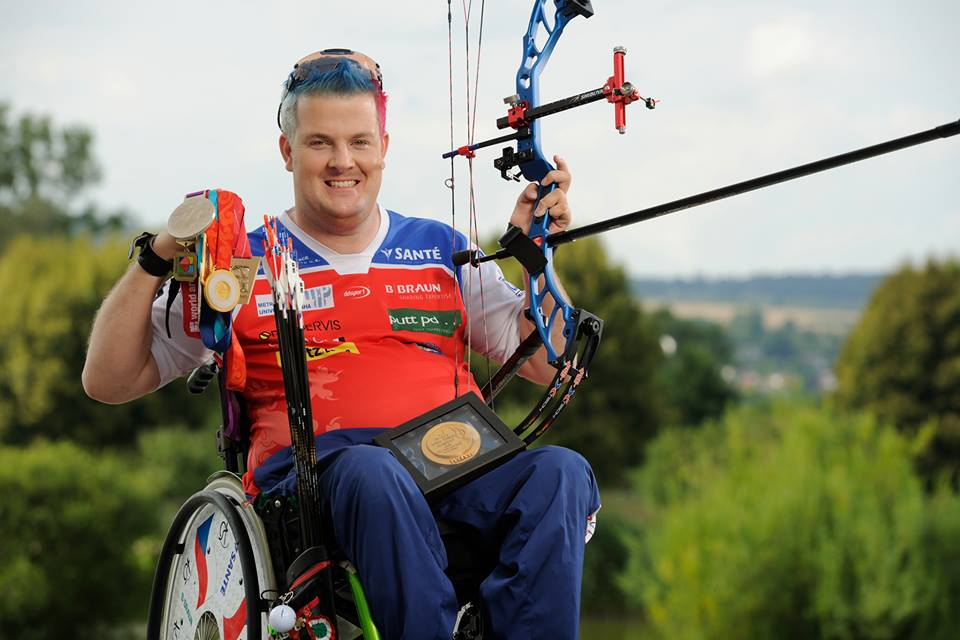

### Boccia
In Janské Lázně lernte er im Jahr 2000 Boccia zu spielen. In dieser Sportart belegte er 2001 auf der Europameisterschaft in Teplice den 4. Platz. Das Internationale Paralympische Komitee änderte 2002 die Regeln, sodass Drahonínský mit seiner Behinderung die Klassifizierungskriterien für diesen Sport nicht erfüllte.

### Bogenschießen

#### Die Zeit von 2001 bis 2007
2001 fing er daher an mit einem olympischen Bogen zu schießen, und erst 2 Jahre später wechselte er zum Compoundbogen in die Kategorie W1 über. Er nutzte auch die Möglichkeit an Wettkämpfen mit gesunden Bogenschützen teilzunehmen, wo er im Jahr 2006 bei den Tschechischen Meisterschaften den 3. Platz in der Halle und den 1. Platz im Freien gewann. Aber sein Hauptziel war immer seine Kräfte mit anderen behinderten Sportlern zu messen und dabei Erfahrungen zu sammeln.
Die Weltmeisterschaft in Madrid 2003 beendete er mit dem letzten, dem 18. Platz, zwei Jahre später holte er den 5. Platz bei der Weltmeisterschaft in Italien und in der Mannschaftswertung für Männer, gemeinsam mit Martin Bartoš und Zdeněk Šebek, eine Silbermedaille.
2006 bei der Europameisterschaft in Nymburg sicherte er sich den 4. Platz. Das Jahr 2007 wurde als eine „vorolympische“ Prüfung seiner Beständigkeit betrachtet, und tatsächlich belegte er dann auch bei der Weltmeisterschaft in Südkorea den 4. Platz und in der Mannschaftswertung, gemeinsam mit Martin Bartoš und Zdeněk Šebek, kam eine Goldmedaille dazu.

#### Sommer-Paralympics Peking 2008
Ein Durchbruch in seiner sportlichen Karriere wurden die Paralympics in Peking, vor denen Drahonínský erklärte, nach den vielen vierten Plätzen fährt er nach Peking, um eine Medaille zu gewinnen. In Erinnerung bleibt das dramatische Halbfinale mit Osmo Kinnunen aus Finnland, das buchstäblich durch den letzten Pfeil entschieden wurde. Der finnische Teilnehmer schoss in die Sieben, Drahonínský schickte seinen letzten Pfeil in die Neun und kam damit ins Finale, und indem er eine so souveräne Leistung gegen Jeff Cavanagh zeigte, dass er sich erstmals eine Goldmedaille holte.

#### Die Zeit von 2009 bis 2011
Das Jahr 2009 wurde für ihn kompliziert. Die Gesundheitsprobleme und seine schlechte Psyche verursachten ein Debakel bei der Weltmeisterschaft in Nymburk und es reichte nur zum 8. Platz.
2010, bei der Weltmeisterschaft in französischen Vichy, überprüfte er seine Kondition, indem er mit den anderen tschechischen Para-Bogenschützen trainierte. Er wollte wissen, ob Training, Studium im Ausland – und alles andere sich miteinander verbinden ließe. Das Viertelfinale und das Halbfinale schaffte er exzellent, im Finale kämpfte er mit starkem Gegenwind und konnte an seine gute Form vom Vortag nicht anknüpfen. Schließlich belegte er den 2. Platz.
Die Weltmeisterschaft in Turin 2011 – wurde ein Kampf nicht nur um Medaillen, sondern auch um die Plätze für die Sommer-Paralympics in London 2012. Im Achtelfinale schlug Drahonínský den amerikanischen Repräsentanten Jerry Schield, im Viertelfinale den japanischen Repräsentanten und im Halbfinale besiegte er John Cavanagh. Im Finale unterlag er dem Finnen Osmo Kinnunen. Ein tschechischer Para-Bogenschütze holte den 2. Platz und nominierte sich für die Sommer Paralympic nach London. Das war die große Nachricht. Außerdem erreichte er in der Mannschaftswertung mit Petr Bartoš und Zdeněk Šebek den Weltmeistertitel, indem sie das Team der USA schlugen.

#### Sommer-Paralympics London 2012
Im Jahr 2012 wollte Drahonínský an die Erfolge anknüpfen und seinen 1. Platz von Peking verteidigen. In Zusammenarbeit mit einem Sportpsychologen verbesserte er seine physische und psychische Kondition. In der Qualifikation war es noch ein leichtes Spiel, im Viertelfinale verlor er jedoch gegen Fabio Azzolini und erst mit dem letzten Schuss kam er ins Halbfinale. Osmo Kinnunen, der Finalist aus Peking, wurde sein nächster Gegner, den er auch bezwang. Im Finale traf er dann auf Jeff Fabry. Vor den Paralympics nahm der tschechische Bogenschütze eine Regeländerung nicht zur Kenntnis, die die Position von Fabry begünstigte und so holte er nur den 2. Platz.
Die Weltmeisterschaft in Bangkok 2013 fing durch die Qualifikation mit dem 5. Platz für Drahonínský an. Im Halbfinale traf wieder Jeff Fabry, der sich ins Finale verschob. Schließlich holte er den 3. Platz, den er im Endkampf gegen John Cavanagh gewann.

#### Die Rekordzeit 2014
Bei dem Weltcup in Nové Město nad Metují begleitete das Glück den tschechischen Para-Bogenschützen. Schon in der Qualifikation schießt er 668 aus möglichen 720 Punkten, und das wurde von der Richterkommission als Weltrekord gewürdigt. Am nächsten Tag steigerte er sich gegen Seiong-Pyo An auf einen neuen Rekord von 143 Punkten von 150 möglichen und erzielte ein neues Maximum für die Kategorie W1. Im Finale gewann er den schweren Kampf gegen John Cavanagh.
Im schweizerischen Nottwill schließ er die Qualifikation mit neuem Weltrekord von 670 Punkte ab und kam damit direkt ins Halbfinale. Dort war er dem finnischen Para-Bogenschütze Antonius unterlegen und holte eine Bronzemedaille.

#### Das Jahr 2015
Im Jahr 2015 nahm er am Dutch Para Archery Tournament in den Niederlanden als einziger tschechischer Repräsentant teil. Während der Qualifikation verbesserte er seinen eigenen Weltrekord auf 674 Punkte. Im Halbfinale schlug er Jean Pierre Antonios und im Finale besiegte er den Italiener Fabio Azzolini.
Im Juli absolvierte Drahonínský einen Weltcup in Nové Město nad Metují, wo seine Erfolgsserie durch den Slowaken Petr Kinik unterbrochen wurde. Im Kampf um die Bronzemedaille besiegte er Jean Pierre Antonius.
An der Weltmeisterschaft in Donaueschingen nahm er nicht nur als Einzelkämpfer teil, sondern auch im Mix Team und in der Mannschaftswertung für Männer. Im Mix Team, wo er zum ersten Mal mit Sarka Musilova auf dem Platz war, sind sie in der ersten Runde ausgeschieden.

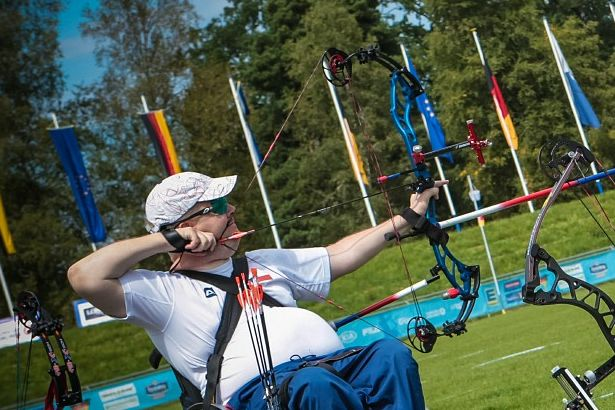
Donaueschingen 2015

In der Männermannschaft wurde er als Leader bestätigt, was seinen Mannschaftsfreunden nicht so gut gelang und in der Endphase erreichten sie nur den Kampf um Platz 3 und 4. Schließlich holten sie den 4. Platz.
In der Kategorie der Einzelkämpfer schoss er einen neuen Weltrekord mit 144 Punkten von 150 möglichen gegen Jean Pierre Antonios. Über Fabio Azzolini kam er leicht ins Finale, in dem er John Walker schlug, sich den Weltmeistertitel holte, und sich einen direkten Platz bei den Sommer-Paralympics in Rio de Janeiro sicherte.

#### Das Jahr 2016
Bei den Sommer-Paralympics 2016 holte er in der Klasse W1 im Einzel hinter dem Briten John Walker Silber und im Doppel, ebenfalls in der Klasse W1, mit seiner Teampartnerin Šárka Musilová Bronze.